# Carlos Veglio
Carlos José Veglio (27 de agosto de 1946, Buenos Aires, Argentina) conocido por su apodo «Toti» es un exfutbolista argentino que se desempeñaba en la posición de centrocampista creativo o delantero.
Surgido del Deportivo Español, fue transferido a San Lorenzo de Almagro en 1968, en el club azulgrana conquistaría un total de 4 títulos de la Primera División de Argentina, 2 Torneo Nacional y 2 Torneo Metropolitano.
En el año 1976 arriba al Club Atlético Boca Juniors, de la mano del director técnico "Toto" Lorenzo, además de los futbolistas Hugo Gatti y Ernesto Mastrangelo, con quienes compartiría equipo y algunos logros a nivel colectivo.
Con el conjunto «xeneize» se consagró campeón de la Primera División de Argentina en el año al conquistar una vez más el Torneo Nacional, pero los mayores logros vendrían al consagrarse campeón dos veces de la Copa Libertadores, en sus ediciones de 1977 y 1978, además obtener por primera vez para el club la extinta Copa Intercontinental, en el año 1977.
Una vez retirado, fue ayudante de campo del exitoso entrenador Carlos Bianchi, formó parte del cuerpo técnico que conseguiría la Copa Libertadores en tres ocasiones (2000, 2001 y 2003, además de la Copa Intercontinental en los años 2000 y 2003, entre otros logros a nivel local.

## Biografía

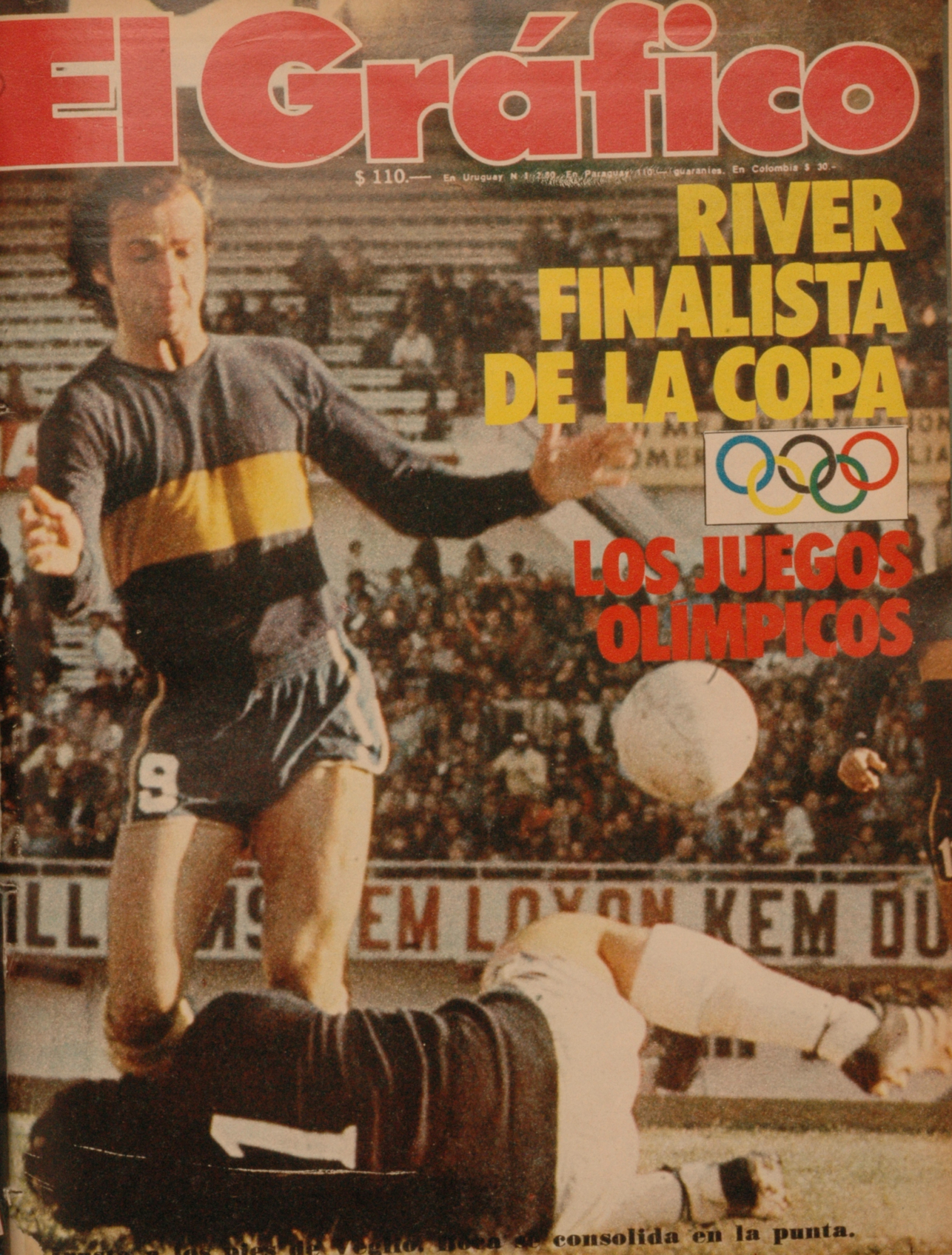
Veglio en 1976.

Enganche o Delantero. Ganó 9 títulos (Metropolitano 1968 y 1972, Nacional de 1972 y 1974, con San Lorenzo de Almagro; Metropolitano y Nacional 1976, Libertadores 1977 y 1978, Intercontinental 1977 con Boca Juniors). 
Un talento para jugar al fútbol, se formó en Deportivo Español, salió campeón en San Lorenzo y llegó de veterano a Boca a ganar todo de la mano de Juan Carlos Lorenzo. Un 9 atrasado que se conectaba con Mario Zanabria para progresar en tres cuartos de cancha. 
Era el encargado de los tiros libres sobre la izquierda. Metió el gol de la primera final ante el Cruzeiro de Brasil en 1977. Siguió su carrera en Universidad Católica de Ecuador, luego volvió a Boca, Club León, Cerro de Uruguay, y finalmente en Gimnasia de Jujuy, club en el cual finalizó su carrera como futbolista. 
Luego volvió al Boca como ayudante de campo de Carlos Bianchi en 1998, llegando a dirigir al equipo en forma interina. Se dio el gusto de ser quíntuple campeón de la Libertadores representando a Boca: dos como jugador y 3 como miembro del cuerpo técnico.

## Clubes
| Club                 | País      | Año       |
| -------------------- | --------- | --------- |
| Deportivo Español    | Argentina | 1964-1967 |
| San Lorenzo          | Argentina | 1968-1975 |
| Boca Juniors         | Argentina | 1976-1978 |
| Universidad Católica | Ecuador   | 1979      |
| Boca Juniors         | Argentina | 1980      |
| Club León            | México    | 1981      |
| Cerro                | Uruguay   | 1982      |
| Gimnasia de Jujuy    | Argentina | 1982      |

## Títulos

### Campeonatos nacionales
| Título           | Club         | País      | Año    |
| ---------------- | ------------ | --------- | ------ |
| Primera División | San Lorenzo  | Argentina | M-1968 |
| Primera División | San Lorenzo  | Argentina | M-1972 |
| Primera División | San Lorenzo  | Argentina | N-1972 |
| Primera División | San Lorenzo  | Argentina | N-1974 |
| Primera División | Boca Juniors | Argentina | M-1976 |
| Primera División | Boca Juniors | Argentina | N-1976 |

### Campeonatos internacionales
| Título                | Club (*)     | Sede final   | Año  |
| --------------------- | ------------ | ------------ | ---- |
| Copa Libertadores     | Boca Juniors | Montevideo   | 1977 |
| Copa Intercontinental | Boca Juniors | Karlsruhe    | 1977 |
| Copa Libertadores     | Boca Juniors | Buenos Aires | 1978 |